# George Tomlinson
George Tomlinson (21 de março de 1890 — 22 de setembro de 1952) foi um político do Partido Trabalhista Britânico.

## Biografia
George Tomlinson nasceu na 55 Fielding Street em Rishton, Lancashire, filho de John Tomlinson, um tecelão de algodão, e sua esposa Alice. Ele foi educado em Rishton na Wesleyan Elementary School.
Aos 12 anos, ele começou a trabalhar como tecelão em uma fábrica de algodão, trabalhando meio período no primeiro ano antes de se tornar um funcionário temporário. Em 1912 foi eleito presidente do distrito de Rishton da Associação de Tecelões Amalgamados. Tomlinson casou-se com a tecelã de algodão Ethel Pursell em 4 de setembro de 1914 e juntos tiveram uma filha.
Em 1944, Tomlinson era um delegado britânico na Conferência Internacional do Trabalho realizada na Filadélfia, nos Estados Unidos. Ele foi Ministro das Obras de 1945 a 1947, e tornou-se Ministro da Educação em 10 de fevereiro de 1947, sucedendo Ellen Wilkinson, ele ficou no cargo até 2 de novembro de 1951.
A Escola George Tomlinson, inaugurada em Kearsley no ano seguinte à sua morte, foi batizada em sua memória. A escola foi convertida para o status de academia em 2010 e foi renomeada para Academia Kearsley.